# 当于居次
当于居次（?—?），匈奴復株絫若鞮單于和王昭君的女儿，须卜居次的妹妹，居次意为公主。
前33年，王昭君嫁呼韩邪单于，生兒子右谷蠡王伊屠智牙师。前31年，呼韩邪单于死後，兒子復株絫若鞮單于复娶王昭君，生二女，长女云为须卜居次，小女为当于居次。18年，呼韩邪单于之子呼都而尸道皋若鞮单于舆即位，贪利赏赐，派遣须卜居次的兒子大且渠奢和当于居次的次子醯椟王一起奉使進貢至长安，朝見新朝王莽。